# Кикинда
Кикинда (серб. Кикинда / Kikinda, венг. Nagykikinda; до 1947 года — Велика-Кикинда, серб. Велика Кикинда / Velika Kikinda; до 1918 года — Гросс-Кикинда, Надь-Кикинда) — город на севере Сербии, в одноимённой общине. Является административным центром Северно-Банатского округа, входящего в состав автономного края Воеводина. Население — 32 084 человека (2022).

## История
Название Кёкеньд (венг. Kökényd; произошло от венгерского слова kökény, означающего «тёрн») впервые упоминается в 1423 году как поселение в собственности венгерского короля и императора Священной Римской империи Сигизмунда.
Поселение было опустошено во время Банатского восстания сербов в 1594 году.
В 1718 году на географических картах появилось название Gross Kikinda (нем. Великая Кикинда), обозначавшее ненаселённую местность в районе современного города.
Современная история Кикинды начинается с 1751 года, когда место, на котором сегодня расположен город, было вновь заселено. Первыми поселенцами были сербы, защищавшие границы габсбургских владений от нападений Османской империи.
Через 20 лет после основания современного поселения, 12 ноября 1774 года, специальным указом австрийской императрицы Марии Терезии был сформирован Великокикиндский округ, включавший, кроме самой Кикинды, получившей городской статус, ещё 9 поселений. Тогда же городу был дарован герб, изображающий голову турка на сабле. Население округа пользовалось многими экономическими привилегиями. Округ просуществовал с некоторыми перерывами до 1876 года, когда он был расформирован, и Кикинда перешла в прямое подчинение Торонтальского комитата, который занимал большую часть территории современной сербской части Баната.
Во время революции 1848—1849 годов была провозглашена автономия Воеводины в составе Австрийской империи, которая, однако, не была признана венгерским революционным правительством. Во время революционных войн Кикинда многократно переходила из рук сербов к венграм и обратно.
В 1849—1860 годах Кикинда была частью воеводства Сербии и Темешварского баната, отдельной коронной земли империи.
Железная дорога, связавшая Сегед, Кикинду и Тимишоару в 1857 году, является одной из старейших железных дорог на территории современной Сербии. Строительство этой дороги обеспечило развитие города вплоть до Первой мировой войны. В 1895 году Кикинда стала статутарным городом, были образованы органы местного самоуправления. По переписи населения 1910 года в городе проживало 26 795 человек, из которых 14 148 говорили по-сербски, 5968 — по-венгерски и 5855 — по-немецки.

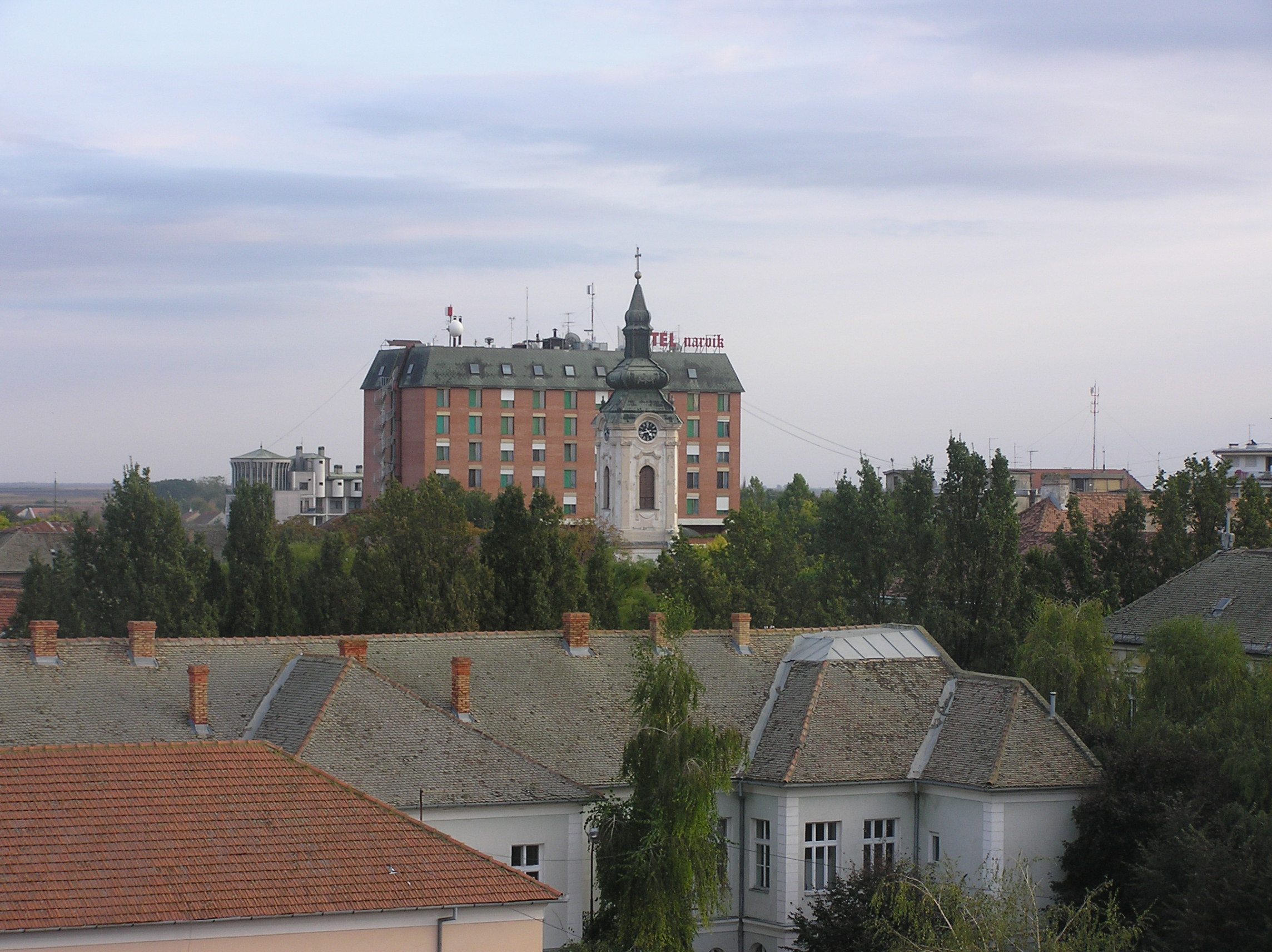
Кикинда

20 ноября 1918 года в город вошли сербские войска, и Кикинда вскоре стала частью Королевства сербов, хорватов и словенцев (в 1929 году переименованного в Югославию). В 1921 году население состояло на 58 % из сербов и хорватов, на 21 % из немцев, на 16 % из венгров и на 5 % из румын.

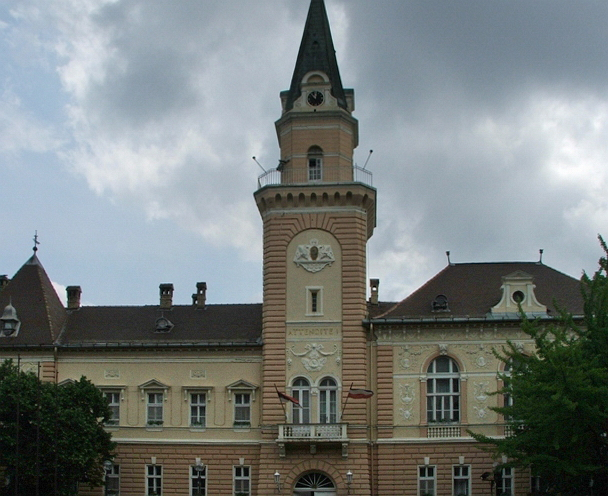
Ратуша

В 1941 году, после вторжения немецких войск в Югославию, город был занят германскими силами. Он был включён в автономный Банат, который был частью оккупированной немцами Сербии. Кикинда была освобождена 6 октября 1944 года и с 1945 года стала частью автономного края Воеводина в составе СФРЮ.
После войны значительно изменился национальный состав населения города. Евреи, составлявшие 2 % населения перед войной, были уничтожены. Также в городе не осталось немцев, составлявших до войны 22 % жителей города.
В 1948 году в городе проживало около 28 тыс. человек. В 1960—80-х годах, как и полвека назад, происходило бурное развитие экономики: строились фабрики и заводы, развивалась социальная инфраструктура. В 1971 году население Кикинды достигло 37,5 тыс. человек.

## Население
Динамика численности населения в 1948—2002 годах:
| Год       | 1948   | 1953   | 1961   | 1971   | 1981   | 1991   | 2002   | 2011   | 2022   |
| Население | 28 743 | 29 635 | 34 127 | 37 691 | 41 797 | 42 745 | 41 935 | 38 065 | 32 084 |

Национальный состав населения города по переписи 2022 года (этнические группы более 0,5 %):
| Народность                | Национальный состав согласно переписи 2022 года | Национальный состав согласно переписи 2022 года |
| Народность                | Человек                                         | %                                               |
| ------------------------- | ----------------------------------------------- | ----------------------------------------------- |
| Сербы                     | 24 491                                          | 76,33 %                                         |
| Венгры                    | 2986                                            | 9,31 %                                          |
| Цыгане                    | 950                                             | 2,96 %                                          |
| Югославы                  | 293                                             | 0,91 %                                          |
| Региональная идентичность | 278                                             | 0,87 %                                          |
| Неизвестно                | 1339                                            | 4,17 %                                          |
| Не указано                | 1200                                            | 3,74 %                                          |
| Всего                     | 32 084                                          | 100 %                                           |

## Экономика
Основной отраслью экономики Кикинды является сельское хозяйство. На 598,17 км² обрабатываемой земли выращивается пшеница (около 60 000 тонн в год), подсолнечник (114 670 тонн), соя, сахарная свёкла, другие овощи и фрукты.
Промышленность представлена нефтеперерабатывающими предприятиями (заводы НИС), металлообработкой, переработкой сельскохозяйственной продукции, химической промышленностью, есть кондитерская фабрика «Банини». Производятся станки, автозапчасти, строительные материалы.
Осуществляется производство шлифовальных станков на заводе Grindex, выделенном в 2003 году из производственной системы Livnica Kikinda.

## Транспорт
Железнодорожная линия, ведущая из Банатско-Аранджелова, проходящая через Кикинду вплоть до границы с Румынией (часть дороги, построенной в середине XIX века). Город также соединён железной дорогой с Суботицей и Зренянином.
Недалеко от города также расположен аэропорт, использующийся преимущественно для спортивных полётов.

## Города-побратимы
- Жилина, Словакия
- Жимболия, Румыния
- Кишкунфеледьхаза, Венгрия
- Кондорош[венг.], Венгрия
- Меджидия, Румыния
- Надьдобош[венг.], Венгрия
- Нарвик, Норвегия
- Нацрат-Иллит, Израиль
- Приедор, Босния и Герцеговина
- Силистра, Болгария
- Сольнок, Венгрия[4]

## Церкви

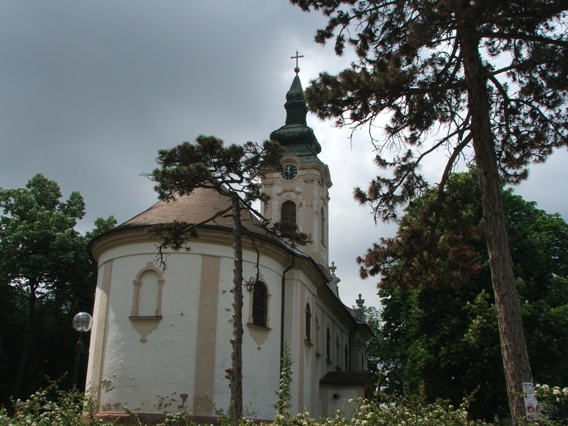
Никольская церковь
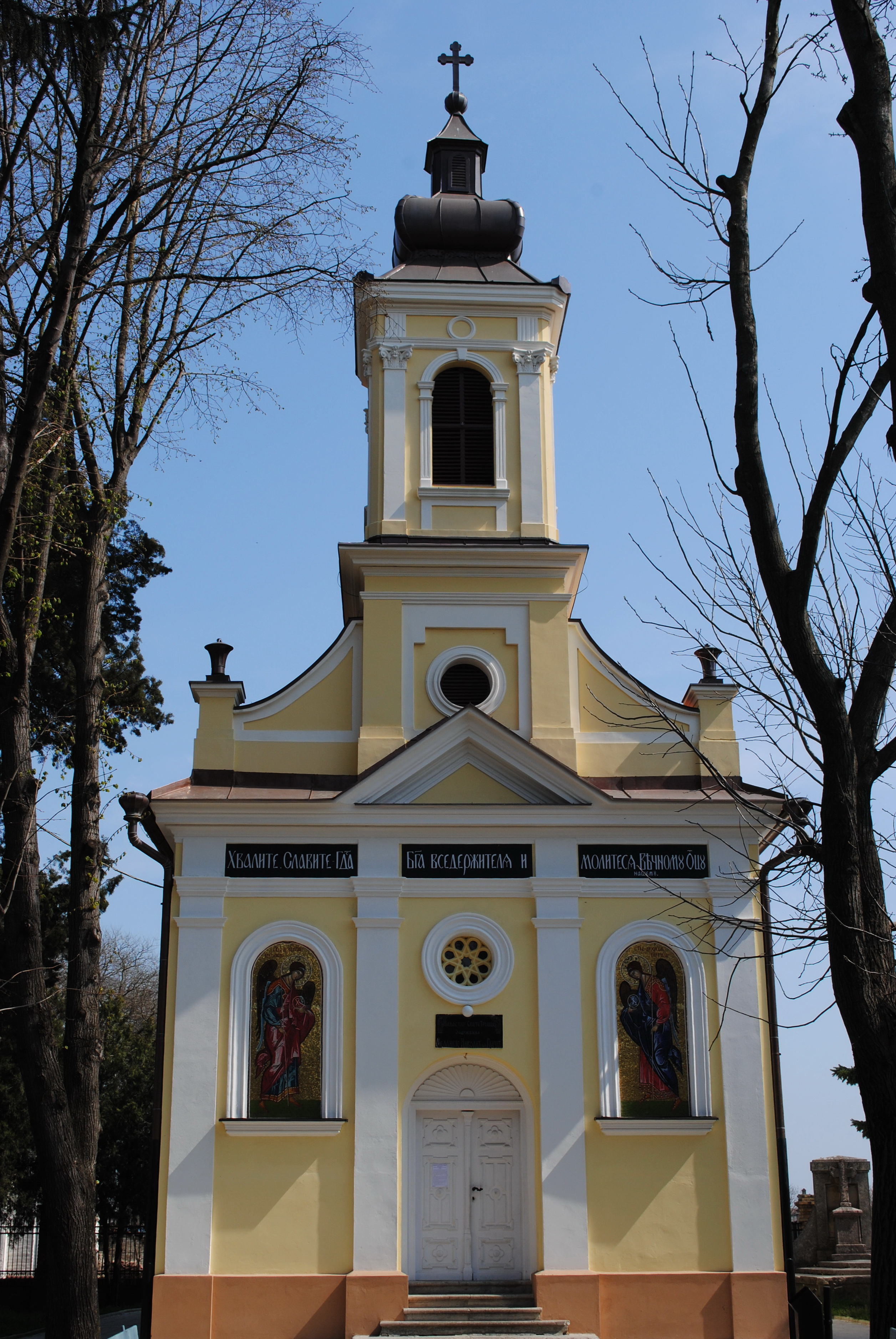
Свято-Троицкий монастырь
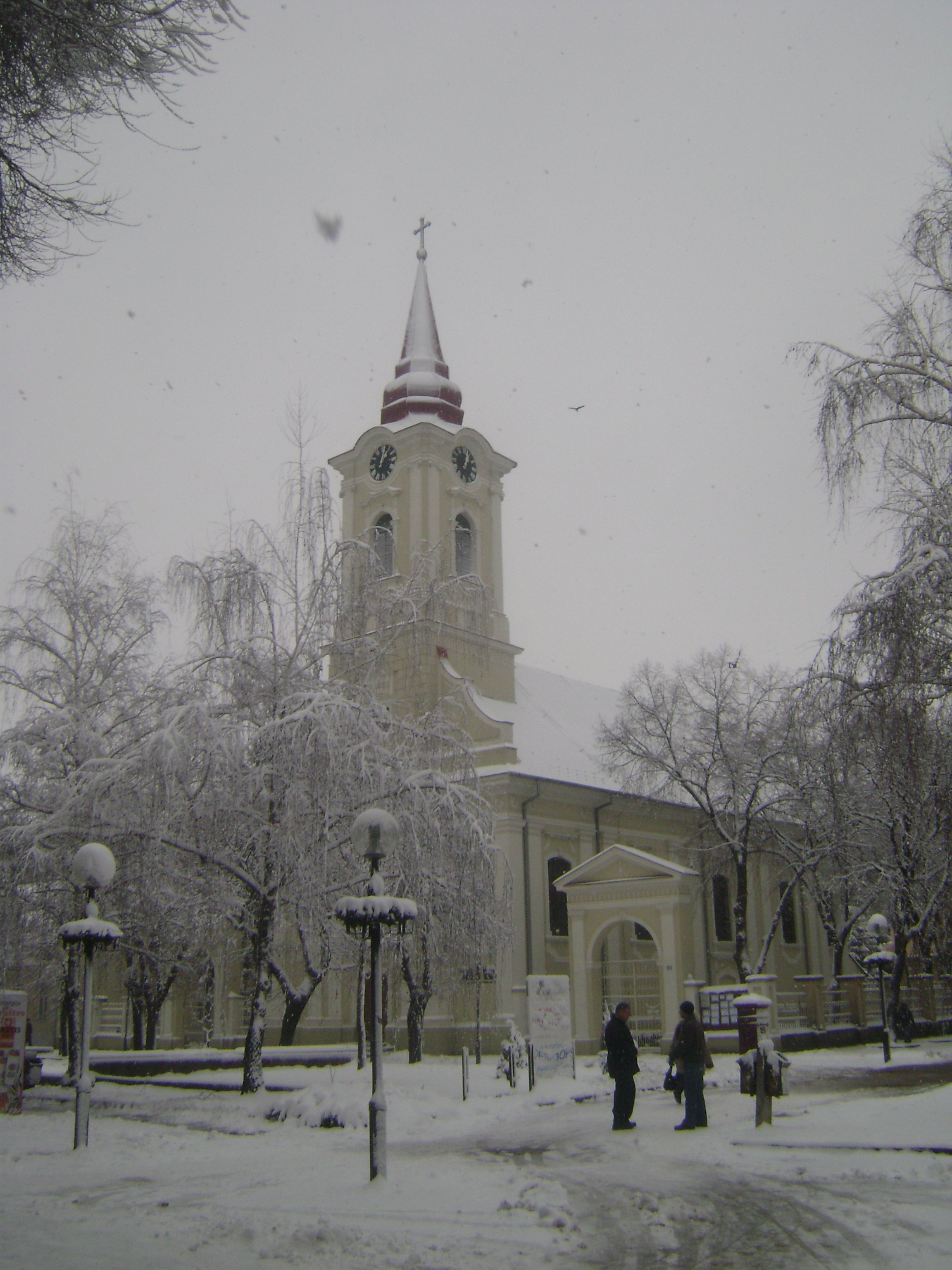
Католическая церковь
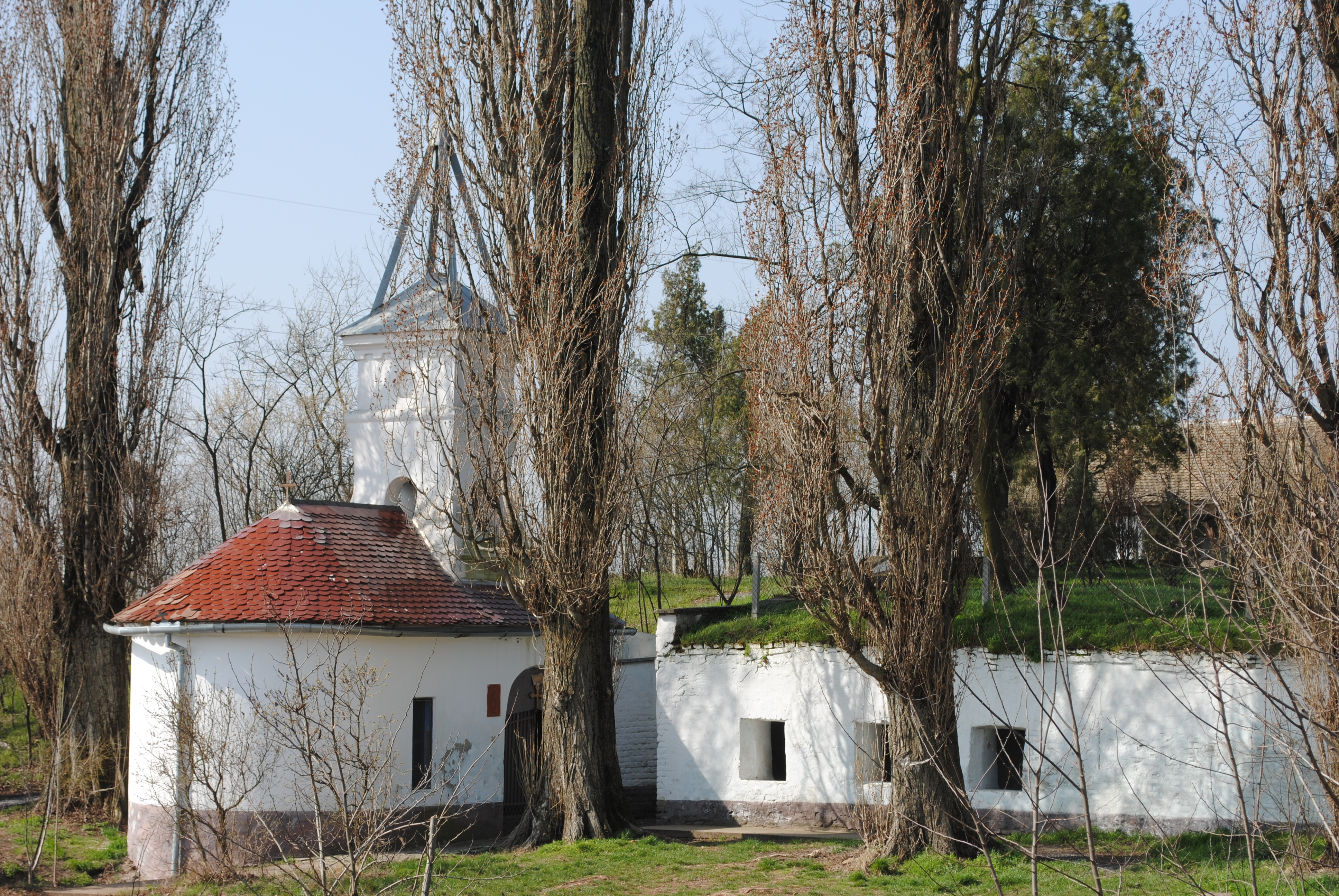
Часовня Водица

## Известные уроженцы и жители
- Попович, Йован (1905—1952) — югославский писатель и публицист.
- Хайнал, Иштван (1892—1956) — венгерский историк, академик.